# NK Amater Slavonski Brod
NK Amater je nogometni klub iz Slavonskog Broda. 
Sezonu 2016./17. završio je kao prvak i pobjednik 2. ŽNL.  Trenutačno se natječe se u 1. ŽNL Brodsko-posavskoj.